# Восток-6
«Восток-6» (рос. Восток, Схід), інша назва «Восток-3КА № 8» — шостий і останній пілотований космічний корабель серії «Восток», який пілотувала перша у світі жінка-космонавт Терешкова Валентина Володимирівна. Увесь час польоту «Восток-6» на орбіті перебував космічний корабель «Восток-5» з космонавтом Валерієм Федоровичем Биковським.
У цьому спільному польоті вирішувались медичні, технічні і політичні завдання.
Офіційно метою польоту були: порівняльний аналіз впливу умов космічного польоту на організми чоловіка і жінки, медико-біологічні дослідження під час тривалого космічного польоту, подальша розробка і вдосконалення систем космічного корабля.

## Опис корабля
Апарат складався з агрегатного відсіку у формі з'єднаних широкими основами конуса і зрізаного конуса. До меншої основи зрізаного конуса кріпився спускний апарат. Агрегатний відсік мав довжину 2,25 м, найбільший діаметр 2,43 м і масу 2,27 т.
Спускний апарат у формі кулі діаметром 2,3 м і масою 2,46 т з внутрішнім об'ємом 5,2 м³ був вкритий теплозахистом і мав систему життєзабезпечення. Всередині у просторі об'ємом 1,6 м³ у кріслі-катапульті розміщувався космонавт, також у кабіні розташовувались телевізійні камери і радіоапаратура для спостереження за станом космонавта, плівковий магнітофон, телеметрична система, обладнання для автоматичного і ручного управління кораблем.

## Політ
Спеціально для польоту Терешкової розробили конструкцію скафандра, пристосованого для жіночого організму, деякі елементи корабля також змінили з урахуванням можливостей жінки.
16 червня 1963-го року о 9:29:52 UTC з космодрому Байконур ракетою-носієм «Восток» було запущено космічний корабель «Восток-6» типу Восток-3КА з першою у світі жінкою-космонавтом Терешковою Валентиною Володимирівною. У цей час на орбіті перебував космічний корабель «Восток-5», який пілотував космонавт Валерій Биковський. Під час першого оберту, коли «Восток-6» пройшов за 5 км від «Востока-5» — найближче за весь політ — між кораблями було встановлено прямий радіозв'язок.
Політ В. Терешкова перенесла досить важко — відчувала нудоту та фізичний дискомфорт. За свідченнями доктора медичних наук В. І. Яздовського, який у той період відповідав за медичне забезпечення космічної програми, «Терешкова переговори з наземними станціями вела мляво. Вона різко обмежила свої рухи. Сиділа майже нерухомо. У неї явно відмічались зсуви у стані здоров'я вегетативного характеру». Під час польоту Терешкова не відповідала впродовж кількох сеансів зв'язку. Відеозв'язок показав, що вона в цей час заснула.
19 червня 1963-го року о 8:11 UTC спускний апарат космічного корабля «Восток-6» приземлився за 620 км на північний схід від Караганди. Космонавтка Терешкова Валентина Володимирівна катапультувалась з кабіни після гальмування спускного апарата в атмосфері, на висоті 7 км і приземлилась окремо на парашуті о 8:20 UTC.

## Параметри польоту
- Маса апарата — 4,7 т
- Нахил орбіти — 64,95°
- Період обертання — 88,30 хв
- Перигей — 180,9 км
- Апогей — 231,1 км

## Екіпаж
- Екіпаж корабля — Терешкова Валентина Володимирівна, перша у світі жінка-космонавт.
- Дублерний екіпаж — Соловйова Ірина Баянівна
- Екіпаж підтримки — Пономарьова Валентина Леонідівна

## Після польоту
Генеральний конструктор Сергій Павлович Корольов був незадоволений діями Терешкової під час польоту, зокрема, вона не змогла випробувати ручне управління, як було заплановано. Було вирішено, що жінки не підходять для космічного польоту, тому наступна радянська жінка — Світлана Євгенівна Савицька — полетіла через 19 років.
Політ було використано для пропаганди досягнень соціалізму. По-перше, демонструвалось, що жінки в СРСР мають рівні можливості з чоловіками, а по-друге, політ доводив надійність радянської космічної техніки, що мало символізувати надійність усього радянського.

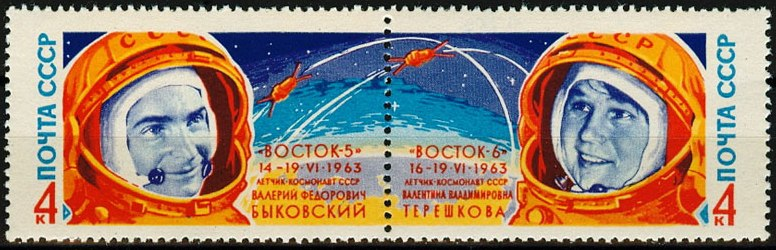
Зчеплені поштові марки СРСР. 1963. Восток-5 — Валерій Федорович Биковський, Восток-6 — Валентина Володимирівна Терешкова